# Stefan Will

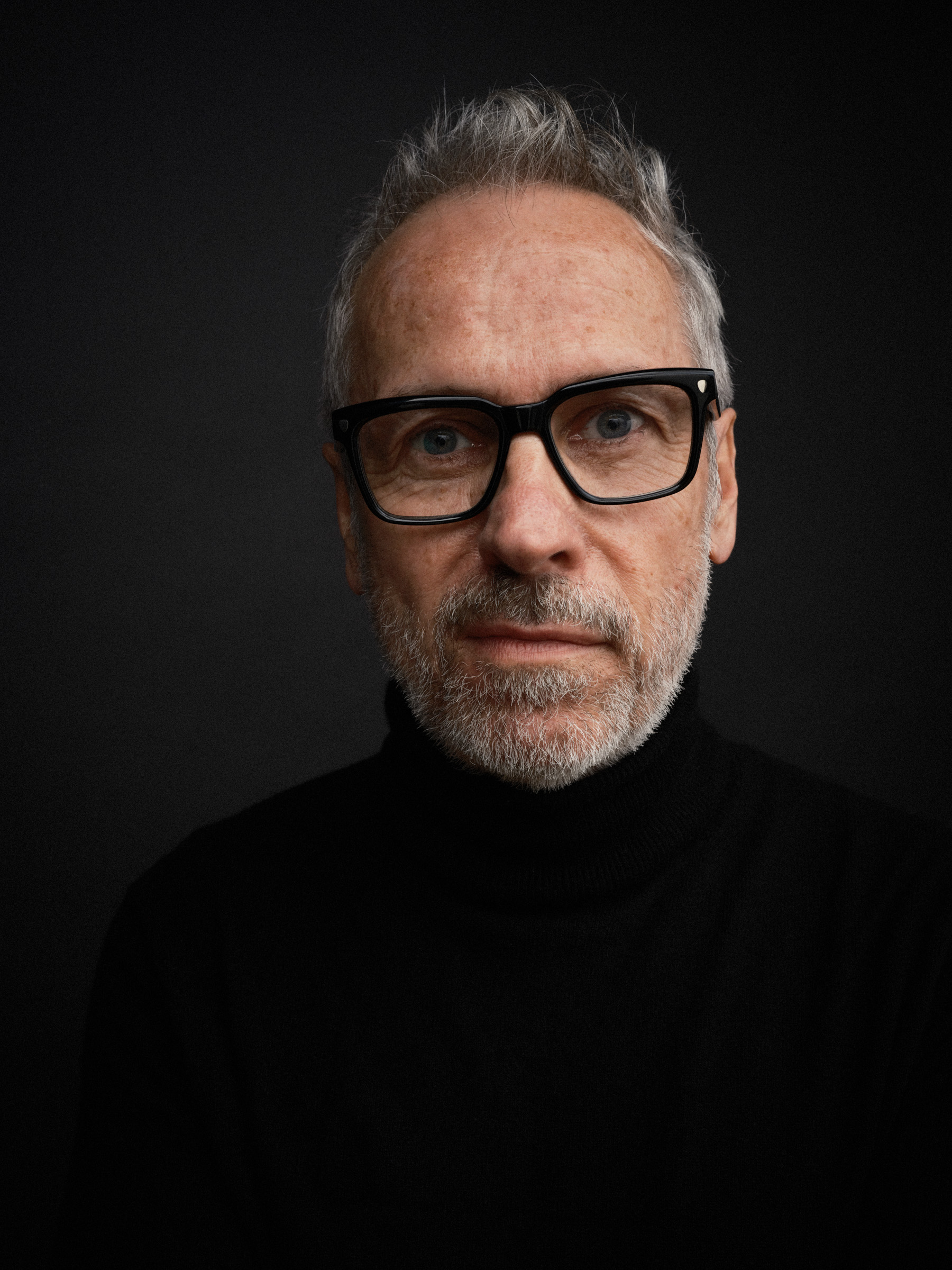
Stefan Will (2024)

Stefan Will (* 27. August 1959 in Fulda) ist ein deutscher Filmkomponist und Pianist.

## Leben
Stefan Will wuchs in Fulda auf und begann in früher Jugend Klavier zu spielen. Er nahm Unterricht bei dem Jazzpianisten und Komponisten Bardo Henning. Ab 1980 studierte er Musikwissenschaft an der Universität Hamburg.
Von 1986 bis 1990 war er Mitglied der Band Grace Kairos. 1991 schloss er sich der Formation des Sängers Maxim Rad an, mit der er drei Alben aufnahm und dabei mit den Produzenten Allen Toussaint und Clive Langer zusammenarbeitete. Zwischen 2008 und 2019 war er an den Alben von Niels Frevert als Musiker beteiligt
Seit 1994 arbeitet Stefan Will vornehmlich als Komponist für Film- und Fernsehproduktionen. Dabei war vor allem die Zusammenarbeit mit dem Berliner Regisseur Christian Petzold prägend, dem er bei fast allen seinen Filmen als Komponist zur Seite stand, etwa dem mit dem deutschen Filmpreis ausgezeichneten Drama  Die innere Sicherheit, Phoenix oder Transit. Zu den Filmen anderer Regisseure, für die er komponiert hat, zählen Das Wochenende von Nina Grosse, Krieg von Rick Ostermann und Mordkommission Berlin 1 von Marvin Kren, für dessen Musik er mit dem Deutschen Fernsehpreis bedacht wurde. In Marvin Krens Regie hat Stefan Will auch Fernsehserien mit Musik versehen, darunter das Gangsterepos 4 Blocks, für das er den Preis der Deutschen Akademie für Fernsehen für die beste Musik erhielt und zuletzt die historische Serie Freud.
Seine Musik für Burning Days / Kurak Günler, ein Film des türkischen Regisseurs Emin Alper, wurde in der Türkei mehrfach ausgezeichnet.
Abseits der Filmarbeit ist Stefan Will an verschiedenen Ausstellungsprojekten beteiligt. Als Komponist und Musiker konzipiert er immersive Installationen für internationale Ausstellungen wie den arabischen Pavillon auf der Expo 2010 in Shanghai, den Schweizer Pavillon auf der Expo 2012 in Yeosu und den Mobility Pavillon auf der Expo 2020 in Dubai.
Stefan Will ist Mitglied der Deutschen Filmakademie und der Europäischen Filmakademie. Er lebt und arbeitet in Hamburg.

## Filmografie (Auswahl)
- 1985: Berlin Now
- 1991: Manta Manta
- seit 1994: Tatort
  - 1994: Ostwärts
  - 1998: Unbestechlich
  - 2009: Oben und unten
  - 2009: Falsches Leben
  - 2011: Das Dorf
  - 2011: Leben gegen Leben
  - 2012: Es ist böse
  - 2013: Langeoog
  - 2013: Schwindelfrei
  - 2014: Kaltstart
  - 2015: Blutschuld
  - 2015: Verbrannt
  - 2019: Falscher Hase
  - 2021: Murot und das Prinzip Hoffnung
  - 2021: Tödliche Flut
- 1996: Cuba Libre
- 1998: Die Beischlafdiebin
- 1995–1999: Gegen den Wind (Fernsehserie, 52 Folgen)
- 1999–2002: Die Strandclique (Fernsehserie, 39 Folgen)
- 2000: Die innere Sicherheit
- 2001: Toter Mann
- 2003: Nachts, wenn der Tag beginnt
- 2003: Wolfsburg
- 2004: Außer Kontrolle
- 2005: Gespenster
- 2006: Mutterglück
- 2006: Der Mungo
- 2007: Bis zum Ellenbogen
- 2007: Yella
- 2008: Jerichow
- 2009: Schuldig
- seit 2009: Polizeiruf 110 (Fernsehreihe)
  - 2009:  Falscher Vater
  - 2011:  Zwei Brüder
  - 2016:  Wölfe
  - 2018:  Der Fall Sikorska
- 2010: Rammbock
- 2010: Das Duo: Bestien
- 2011: Das Ende einer Maus ist der Anfang einer Katze
- 2011: Dreileben – Etwas Besseres als den Tod
- 2012: Barbara
- 2012: Blutadler
- 2012: Das Wochenende
- 2013: Blutgletscher
- 2014: Phoenix
- 2014: Die Zeit mit Euch
- 2014: In der Falle
- 2015: Desaster
- 2015: Mordkommission Berlin 1
- 2016: Die Konfirmation
- 2016: Pregau – Kein Weg zurück
- 2016: Neu in unserer Familie
- 2017: 4 Blocks
- 2017: Krieg
- 2018: Global Family
- 2018: Ostfriesenblut
- 2018: Transit
- 2018: Die Protokollantin
- 2018: Grenzland
- 2018: Mordkommission Istanbul (Fernsehserie, 1 Folge)
- 2020: Freud
- 2020: Nicht tot zu kriegen
- 2021: 3 ½ Stunden (Fernsehfilm)
- 2021: Freunde
- 2021: Das Haus
- 2021: Blackout (Fernsehserie, 6 Folgen)
- 2022: Stadtkomödie – Der weiße Kobold (Fernsehreihe)
- 2022: Burning Days
- 2022: Alma und Oskar
- 2022: L’état et moi
- 2022: Das Netz – Spiel am Abgrund
- 2023: 2 Freunde (Fernsehfilm)
- 2024: Crooks (Fernsehserie, 8 Folgen)
- 2025: Spuren (Miniserie)

## Diskografie (Auswahl)
- 1987: Grace Kairos – Fall in Love with Frank
- 1989: Grace Kairos – Emotions Park
- 1993: Maxim Rad – Old
- 1995: Maxim Rad – This One’s a Killer
- 2001: Maxim Rad – Maxim Rad Is Dead
- 2005: Etta Scollo – Blu
- 2008: Niels Frevert – Du kannst mich an der Ecke rauslassen
- 2011: Niels Frevert – Zettel auf dem Boden
- 2014: Niels Frevert – Paradies der gefälschten Dinge

## Auszeichnungen (Auswahl)
- 1996: Filmfestival Max Ophüls Preis: Förderpreis Langfilm für Cuba Libre
- 2001: Deutscher Filmpreis als bester Spielfilm für Die innere Sicherheit
- 2009: Goldener Nagel für Sounddesign Loewe – Chor, ADC
- 2010: Red Dot Design Award für Saudi-Arabischer Pavillon, Expo 2010 Shanghai
- 2010: Goldener Löwe für Musik Monkey/A Peace of Mind, Cannes Lions International Advertising Festival
- 2010: Goldener Clio für Musik Monkey/A Peace of Mind, Clio Awards, New York
- 2012: Grimme-Preis für Dreileben – Etwas Besseres als den Tod
- 2014: Red Dot Design Award für The Time Machine – Wu Kingdom Helv Relics Museum – Wuxi, China
- 2015: Nominierung für den Preis der deutschen Filmkritik für die Musik in Phoenix
- 2016: Deutscher Fernsehpreis „Beste Musik“ für die Musik in Mordkommission Berlin 1
- 2016: Deutsche Akademie für Fernsehen: Nominierung „Beste Musik“ für die Musik in Mordkommission Berlin 1
- 2017: Deutsche Akademie für Fernsehen: Auszeichnung „Beste Musik“ für die Musik in 4 Blocks
- 2018: Deutscher Fernsehpreis Nominierung „Beste Musik“ für die Musik in 4 Blocks
- 2019: Deutscher Fernsehpreis Nominierung „Beste Musik“ für die Musik in Krieg
- 2019: Deutscher Musikautorenpreis Nominierung in der Kategorie Komposition Audiovisuelle Medien
- 2022: Antalya Golden Orange Film Festival Auszeichnung „Beste Musik“ für Burning Days / Kurak Günler
- 2023: Turkish Film Critics Association Auszeichnung „Beste Musik“ für Burning Days / Kurak Günler
- 2023: 20th Radio Boğaziçi Music Awards „Beste Filmmusik“ für Burning Days / Kurak Günler
- 2023: 23. Türkisches Filmfestival Frankfurt/M. Auszeichnung „Beste Musik“ für Burning Days / Kurak Günler
- 2025: Deutscher Musikautorenpreis Auszeichnung in der Kategorie Komposition Audiovisuelle Medien